# Rafael Zabaleta Fuentes
Rafael Zabaleta Fuentes (Quesada, Jaén, 6 de novembre de 1907 - 24 de juny de 1960) va ser un pintor espanyol.

## Biografia
Va néixer en una família acomodada d’origen basc establerta a Jaén. Zabaleta cursà els estudis de Batxillerat al Col·legi Santo Tomás de Jaén i el 1925, amb divuit anys, es traslladà a Madrid a on cursà els estudis de Belles Arts a l'Escola de Belles Arts de San Fernando fins al 1932. A l'escola tingué com a professors, a Lainez Alcalá, Cecilio Plá e Ignacio Pinazo, entre d'altres. A l’Escola va fer una gran amistat amb el pintor burgalès Modesto Ciruelos.
L'any 1935 va viatjar a París, on va estudiar la pintura contemporània i coneix a Picasso i a Manuel Ángeles Ortiz. El 1937 va ser nomenat Delegado del Tesoro Artístico Nacional pel Govern de la República Espanyola i va desenvolupar treballs de protecció i recuperació del patrimoni a València, Guadix i Baza.
A l'acabar la  Guerra Civil, va ser denunciat i va passar breument pel  camp de concentració franquista de Santiago de Calatrava i la presó de Jaén. En aquest període li van confiscar una sèrie de dibuixos sobre la Guerra Civil que havia començat tres anys abans.
El 1942 realitzà la seva primera exposició individual a la galería Biosca de Madrid. Un any més tard va ser seleccionat per al Primer Saló dels Once i reconegut pel seu art per la crítica en general.
L'any 1945 amb les obres "interior campestre" i "El Balcó", participà en la col·lectiva realitzada al Museo Nacional de Arte Moderno. Dos anys més tard realitzà la seva primera exposició individual a Barcelona, a la Galeria Argos. Així mateix efctuà una mostra individual a la Galería Estilo, i participà en la "Exposición de Arte Español Contemporáneo: pintura y escultura", rque es realitzà a Buenos Aires, amb les següents obres: "El galliner", "Era y Serranía", "Bodegó", "Interior Campestre" i "Tardor".
El 1951 la seva ciutat natal li concedeix el títol de Fill Predilecte. Va obtenir el premi de la UNESCO de la III Bienal Hispanoamericana d'Art el 1956, i en aquest mateix any participà en la Bienal del Mediterrani celebrada a Alexandria.
El 1960 presenta al pavelló espanyol de la XXX Biennal de Venècia una sèrie de 16 olis i 10 dibuixos, en la que seria la seva exposició més important. Entre l’obra exposada destaquen "Els gats", "El carro", "Recol·lecció", "Camperols i paisatge del Sud", "Corbs en la nit", "El cabrer" i "Nocturn".
El 24 de juny de 1960, mor a Quesada per una hemorràgia cerebral, després d'haver sobreviscut a un atac de cor durant una estada a Almeria. Va il·lustrar El solitario y los sueños de Quesada, de Camilo José Cela, així com la traducció al gallec de La familia de Pascual Duarte, del mateix autor.

## Estil i col·leccions
El seu estil varià des de l'expressionisme ombrívol a l'expressionisme rutilant fins al postcubisme -amb la influència de Picasso-, tot aconseguint així un art personal.
La seva obra, en la que manifestà la seva particular forma d'entendre la pintura, la llum, el color i de mostrar els objectes familiars i els camperols del seu poble natal, avui es troba als museus més importants del món (Nova York, Tòquio, Buenos Aires, Alexandria, Lisboa, entre d'altres). A Catalunya hi ha obra seva al MNAC de Barcelona, al Museu Abelló de Mollet del Vallès i a la Biblioteca Museu Víctor Balaguer de Vilanova i la Geltrú. A Espanya, la col·lecció d'obra de Zabaleta més important es troba al Museu Zabaleta, a la seva ciutat natal, i també s’hi troba obra al Museu d'Art Contemporani de Bilbao, o al Museu Reina Sofia de Madrid, entre d'altres.